# Стефанос Стрейт
Стефанос Стрейт (6 (18) квітня 1837 – 13 (26) квітня 1920) - грецький юрист, банкір і політик. Він обіймав, серед іншого, посаду президента Національного банку Греції та міністра фінансів.

## Біографія
Він народився 6 квітня 1837 року в Патрах [ 2 ] [ 3 ] і був сином німецького філелліна та офіцера Йоганна Александра Стрейта, який після звільнення з армії оселився в Патрах.
Після завершення формального навчання у рідному місті він вивчав право в університетах Афін та Лейпцига , а після повернення до Греції у 1861 році був призначений суддею першої інстанції . У 1865 році його підвищено до звання апеляційного судді , але того ж року він пішов у відставку та займався юридичною практикою в Патрах до 1872 року, коли його призначили директором відділення Національного банку в Ламії . Пізніше його призначили інспектором провінційних відділень банку, а потім перевели до його юридичного відділу. [ 2 ] У 1875 році його призначили доцентом Афінського університету , а наступного року він став професором конституційного та міжнародного права [ 5 ] , а в 1880 році грецький уряд призначив його представником у місії, яка вирушила до Мюнхена для врегулювання боргу держави перед Баварією . [ 2 ] [ 6 ]
1889 року його було обрано переважною більшістю голосів заступником голови Національного банку [ 2 ] , а також він був головою ради директорів Національної страхової компанії та Компанії
Коринфського каналу (εταιρίας διώρυγας της Κορίνθου). [ 2 ] У 1896 році він став головою Національного банку, посаду, яку він обіймав до 7 грудня 1910 року, коли пішов у відставку за станом здоров'я. [ 4 ] [ 7 ] [ 8 ]
Під час його президентства діяльність Національного банку розширилася за межі Греції зі створенням Банку Криту та Банку Сходу . Водночас було зміцнено Македонську боротьбу та Фонд національної оборони, а також видано позики для реабілітації грецьких біженців з Болгарії та Румунії . У 1897 році він обіймав посаду міністра фінансів в уряді Александроса Займіса . [ 9 ] Під час його міністерської каденції було досягнуто врегулювання боргів грецької держави та укладення нової іноземної позики. [ 4 ] Він також обіймав посаду радника Міністерства закордонних справ. [ 3 ]
Він помер в Афінах 13 квітня 1920 року. Його похорон відбувся наступного дня в столиці. [ 10 ]

## Родина
- Батько Йоганн Александр Стрейт (Johannes Alexander Freiherr von Streit), народився у маєтку Медевіцш (Medewitzsch(інші мови)) у Саксонії; філеллін та офіцер; прибув до Греції з королем Оттоном
- Дружина з 1865 року Вікторія Лонтос (1843-1925)
  - Тесть Андреас Лонтос(інші мови) (1811-1881), у 1841-43 мер міста Патри, 1859-60 голова грецького парламенту, двічі був міністром
- Син Георгіос Стрейт(інші мови) (1868-1948), грецький юрист, дипломат, професор